# Maybach Sprinter
Mercedes-Maybach Sprinter — версия микроавтобуса Mercedes-Benz W907/10, разработанная и выпускаемая частным турецким автомобильным ателье «Altay VIP Luxury Car Designers». Модель, стоит заметить, официально не связна с Mercedes-Maybach.
Впервые был представлен в Стамбуле на выставке Busworld 2022. Представляет собой ремейк Mercedes-Benz W907/10 люкс-класса. Принципиальным отличием от базовой модели являются радиаторная решётка, бампер и односкатные колёса. В салоне присутствуют большой сенсорный экран и игровая консоль PlayStation 5. 
Автомобиль является «офисом на колёсах». В Нью-Йорке и Лос-Анджелесе также эксплуатируются автомобили Brilliant Transportation производства Brabus.
В салоне Brilliant Transportation присутствует телевизор, экран которого принимает сигнал DirecTV. Для связи с Интернетом салон оборудован сетью Wi-Fi, цветным принтером и громкой телефонной связью.